# Operacja Pandższir-84
"Pandższir-84" – kryptonim największej radzieckiej operacji przeprowadzonej w 1984 roku podczas wojny w Afganistanie przeciwko mudżahedinom Szaha Masuda w Dolinie Pandższiru (w sumie było ich trzynaście), VII operacja pandższirska.

## Cele
Głównym celem operacji była pacyfikacja Doliny i zapewnienie bezpieczeństwa konwojom z ZSRR zdążającym przez tunel Salang. Dowództwo radzieckie doskonale zdawało sobie sprawę, że o ile zajęcie Doliny nie będzie problemem, to utrzymanie się w niej stanowić będzie już dużą trudność. Dlatego też od początku zakładali uderzenie prewencyjne – ich głównym celem był atak, pacyfikacja Doliny poprzez zniszczenie oddziałów mudżahedinów, a następnie odwrót.

## Przygotowania
Po wygaśnięciu trwającego od końca 1982 roku rozejmu pomiędzy siłami radziecko-rządowymi a mudżahedinami, na przełomie 1983/1984 roku partyzanci Masuda przystąpili do ataków na radzieckie konwoje po obu stronach tunelu Salang. W tej sytuacji, pod koniec lutego 1984 roku Sowieci zaczęli ściągać do Anowaru (jedynej swojej bazy w Dolinie Pandższiru, jaką utrzymali po operacji "Pandższir-82") dodatkowe oddziały. Nie uszło to uwadze mudżahedinów – dzięki doświadczeniu zdobytemu dwa lata wcześniej, Masud wycofał z zagrożonego rejonu większość swoich sił, chcąc uniknąć niepotrzebnych strat. W rejonie Anowaru pozostawił jedynie nieduże oddziały rozpoznawcze. W następnych tygodniach do leżącego u wylotu Doliny Gulbaharu przybyły nowe oddziały radzieckie i rządowe. W końcu marca, w największej bazie lotniczej w Bagramie pojawiły się dodatkowe szturmowce taktyczne Su-25, a w kwietniu zwiad satelitarny USA wykrył na lotniskach radzieckich leżących w pobliżu granicy z Afganistanem kilkadziesiąt bombowców Tu-16.

## Plan
"Pandższir-84" można uznać za klasyczny przykład często przeprowadzanych przez wojska radzieckie w Afganistanie działań typu "pionowego okrążenia". Opracowany przez sztabowców radzieckich plan zakładał wykonanie jednoczesnego uderzenia na lądzie i z powietrza, z szerokim wykorzystaniem desantów śmigłowcowych i spadochronowych. Działania miały przewyższać przeprowadzoną dwa lata wcześniej operację "Pandższir-82" nie tylko pod względem zaangażowanych sił i środków ale również rozległości obszaru. Obok samej Doliny Pandższiru, celem ataku miały być doliny położone na północ od głównego łańcucha Hindukuszu oraz szlaki górskie łączące Pandższir z Pakistanem, skąd płynęła pomoc dla mudżahedinów.

## Siły stron
ZSRR
Trzon sił radzieckich stanowiły:
- trzy pułki 108 i 201 dywizji zmotoryzowanej
- pułk 103 gwardyjskiej dywizji powietrznodesantowej
- pułk 104 gwardyjskiej dywizji powietrznodesantowej
- batalion 66 samodzielnej brygady piechoty zmotoryzowanej
- batalion 191 samodzielnego pułku piechoty zmotoryzowanej
- batalion 345 gwardyjskiego samodzielnego pułku powietrznodesantowego

W sumie było to 14 000 – 15 000 żołnierzy.
DRA
Obok oddziałów radzieckich w operacji wzięły udział jednostki afgańskiej armii rządowej:
- brygada 8 dyw. piechoty
- brygada 20 dyw. piechoty
- 37 i 38 bryg. komandosów
- 507 pułk piechoty

W sumie było to 5000 – 6000 żołnierzy.
Całość sił radziecko-rządowych miała być wspierana przez 200 samolotów i 190 śmigłowców.
Podobnie jak poprzednimi operacjami w Dolinie Pandższiru akcją dowodzić miał sztab 40 Armii. Ponadto dla skoordynowania działań do Afganistanu skierowano grupę oficerów radzieckiego sztabu generalnego, którzy przez cały czas mieli przebywać w specjalnie przygotowanym samolocie An-12, mającym bezpośrednią łączność ze sztabem 40 Armii, ośrodkami dowodzenia na obszarze ZSRR i szefem Grupy Operacyjnej Ministerstwa Obrony ZSRR w Afganistanie – wiceministrem obrony ZSRR marsz. Siergiejem Sokołowem.

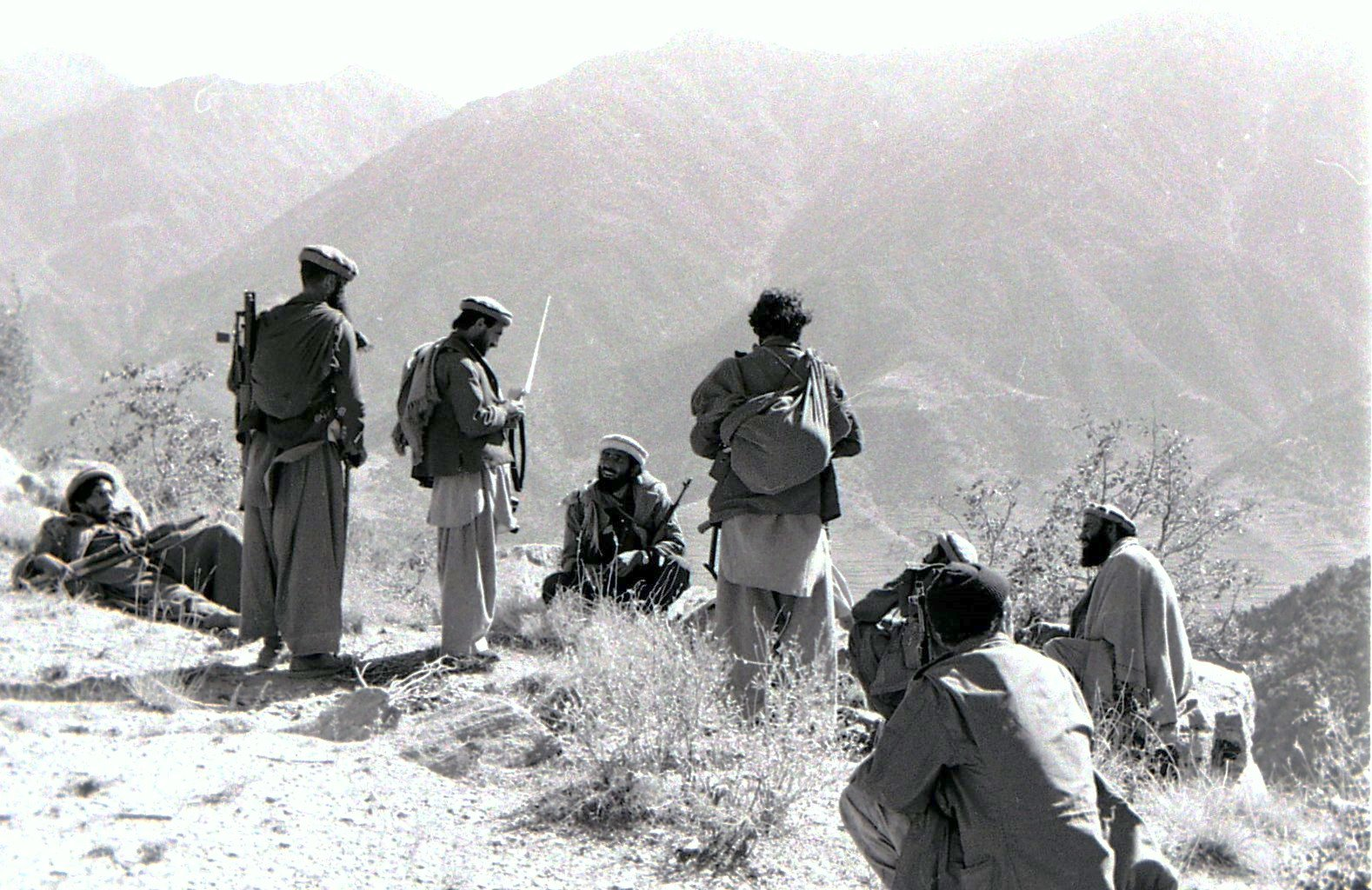
Mudżahedini
Czas dwuletniego rozejmu w Dolinie Pandższiru Masud wykorzystał na wzmocnienie swoich sił. W kwietniu 1984 jego oddziały w Dolinie Pandższiru liczyły 5000 partyzantów, którzy dysponowali kilkoma zdobycznymi czołgami T-54/55, jednym T-62, trzema haubicami kal. 122 mm D-30 oraz samochodami ciężarowymi i terenowymi. Trzon sił jakimi dysponował Masud stanowiły 33 mobilne "motoraki" (kompanie o dwóch plutonach) w których łącznie służyło 3 000 mudżahedinów. Całą Dolinę Masud podzielił na 16 sektorów obrony, z których każdy dodatkowo osłaniany był przez oddział sił terytorialnych "sabet".

## Przebieg walk

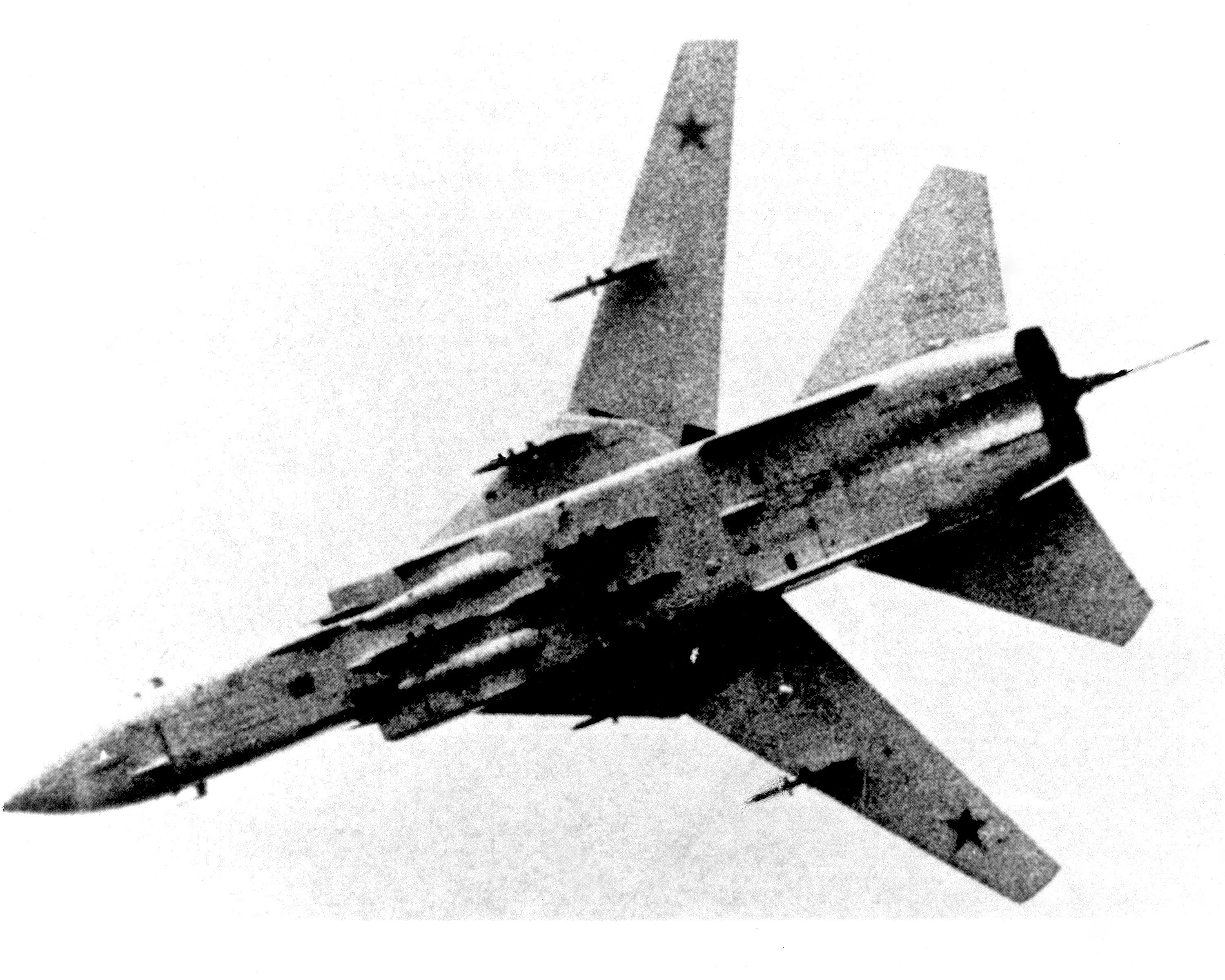
Su-24 – podstawowy radziecki bombowiec taktyczny w Afganistanie

Po wygaśnięciu rozejmu z 1982 roku, od marca 1984 roku partyzanci Masuda wzmogli aktywność w rejonie przełęczy Salang i w wyniku kilku udanych akcji spalili 24 cysterny. 17 kwietnia przeprowadzili skoordynowane ataki na posterunki radzieckie pomiędzy tunelem Salang a Dżabal us Siradż. 18 kwietnia do kwatery Masuda w Bazaraku przybyli oficerowie radzieccy, którzy w imieniu rządu afgańskiego zaproponowali przyznanie Dolinie Pandższiru szerokiej autonomii w zamian za zaniechanie przez partyzantów ataków na konwoje koło Salangu i posterunki chroniące szosę z ZSRR do Kabulu. Propozycja została odrzucona, a kilka godzin później Masud otrzymał od agentów CIA informację o zbliżającym się zmasowanym uderzeniu lądowo-lotniczym wojsk radzieckich na rejon Pandższiru. Uprzedzając zamiary wroga, 19 maja 500 osobowy oddział mudżahedinów zaatakował radzieckie posterunki koło Salangu, a 20 maja pod ogniem ostrzału rakietowego mudżhedinów znalazł się Anowar – główny (i jedyny) posterunek radziecki w Dolinie. Spodziewając się radzieckiego odwetu, Masud zarządził odwrót z Doliny do bezpiecznych dolin na północnych stokach Hindukuszu. W odpowiedzi na akcję przeciwnika, Armia Radziecka na południe od tunelu Salang wysadziła desant śmigłowcowy złożony z żołnierzy z 345 batalionu powietrznodesantowego, który przystąpił do oczyszczania drogi Dżabal us Siradż – Salang. Mimo obecności wojsk radzieckich, w nocy 20/21 kwietnia partyzanci wysadzili ważny most w Pul-i Mataki i dopiero kolejny desant z udziałem prawie 2 000 żołnierzy zmusił ich do wycofania się w góry. Tej samej nocy Dolina stała się celem zmasowanych nalotów dywanowych, w których uczestniczyły bombowce Tu-16 i Su-24. Ich skuteczność została jednak znacznie ograniczona z powodu złych warunków atmosferycznych i opuszczenia Doliny przez siły Masuda. Podczas tych nalotów siły radzieckie straciły jeden Tu-16, który schodząc zbyt nisko, rozbił się o skały.
Rankiem 21 kwietnia, po krótkim przygotowaniu artyleryjskim, do Doliny weszły wojska radzieckie, czemu towarzyszyły desanty śmigłowcowe w jej środkowej i północnej części. Łącznie wylądowało ok. 2 000 żołnierzy. Z samolotów An-12 zrzucano także "spadochroniarzy" – gumowe manekiny, które miały sprowokować stanowiska mudżahedinów do otwarcia ognia i ułatwić tym ich zniszczenie.
Ze względu na trudny teren i liczne pułapki minowe, natarcie radzieckie w Dolinie postępowało bardzo powoli. Dopiero 24 kwietnia, pokonując średnio do 10 km dziennie, wojska radzieckie zajęły Rukhę, 26 kwietnia – Bazarak (główną bazę Masuda), Chindż i Peszghur. W tych samych dniach w Daszt-i Riwat wysadzony został desant śmigłowcowy w sile batalionu, który po stoczeniu ciężkiej bitwy z mudżahedinami koło Deh Parian, pod koniec kwietnia dotarł do północnego wejścia do Doliny.
1 maja operacja weszła w drugą fazę. Tego dnia posuwający się z Deh Parian batalion radziecki połączył się na przełęczy Andżuman z milicją islamicką, nacierającą od strony Koran wa Mundżan. 2 maja w północnych przełęczach Doliny śmigłowce wysadziły kolejne desanty radzieckie. Jednocześnie armia rządowa przystąpiła do pacyfikacji dolin Chindż, Hazara i Bazarak. Podczas tej operacji 900-osobowy oddział afgański w dolinie Chindż przeszedł na stronę mudżahedinow, co spowodowało wycofanie z walk pozostałych jednostek rządowych.
Równocześnie z głównym uderzeniem w Pandższirze, siły radziecko-rządowe prowadziły działania w rejonach sąsiadujących, mające na celu uniemożliwienie siłom Masuda wycofanie się oraz odcięcie ich od zaopatrzenia z zewnątrz (tj. z Pakistanu). Od 6 maja prowadziły działania bojowe w położonej po drugiej stronie głównego łańcucha Hindukuszu dolinie Andarabu. W tym samym czasie jednostki radzieckiej 201 dywizji zmechanizowanej i rządowej 20 dywizji piechoty podjęły akcję w rejonie Nahrinu i dolinie Chost wa Ferendż. Pod koniec pierwszego tygodnia maja, w przełęczy Kantiwar oddziały radziecko-rządowe zablokowały również jeden z głównych szlaków zaopatrzeniowych partyzantów biegnących z Pakistanu. Od 5 maja oddziały radzieckie rozpoczęły odwrót z Doliny, pozostawiając garnizony w Rukhce, Peszghurze, Bazaraku i Baraku.

## Ocena
Pomimo że operacja "Pandższir-84" wyróżniała się dobrym przygotowaniem i sprawnym współdziałaniem różnych rodzajów wojsk, to stosowana przez Masuda taktyka uników i nagłych ataków z zaskoczenia przyniosła siłom radziecko-rządowym znaczne straty w ludziach i sprzęcie. Największe poniósł 1 batalion 682 pułku zmechanizowanego 108 dywizji zmechanizowanej, który 30 kwietnia wpadł w zasadzkę w wąwozie Hazar i stracił kilkudziesięciu żołnierzy wraz ze swoim dowódcą – kpt. Koroliowem. Były to największe straty radzieckiego oddziału w całej wojnie w Afganistanie.
Według źródeł radzieckich siły radziecko-rządowe straciły ok. 500 rannych i zabitych. Zdaniem mudżahedinów straty te wyniosły aż 2500 zabitych i rannych. Propaganda radziecka jak i afgańska przedstawiła wyniki operacji jako wielki sukces. Wykorzystując sytuację, ZSRR zaproponował Masudowi rozejm, który ten odrzucił. Operacja nie przyniosła Związkowi Radzieckiemu większych sukcesów, poza krótkotrwałym opanowaniem całej Doliny. Nie zrealizowała swojego głównego celu – zaprzestania ataków mudżahedinów na konwoje radzieckie z ZSRR idące przez Salang. Większość swoich sił Masud zdołał w porę wycofać, a jego straty wynosiły kilkuset zabitych, kilkuset rannych i kilkuset jeńców. Już 10 maja zorganizował zasadzkę na duży konwój zaopatrzeniowy w pobliżu Dżabal us Siradż, a 3 czerwca po raz kolejny ostrzelał Bagram, niszcząc i uszkadzając 35 samolotów i helikopterów oraz główny pas startowy. Od końca listopada rozpoczął ostrzał radzieckich garnizonów pozostawionych w Dolinie, a 26 grudnia ponownie ostrzelał Bagram.